# 宇城市立豊福小学校
宇城市立豊福小学校（うきしりつ とよふくしょうがっこう）は、熊本県宇城市松橋町豊福にある公立小学校。

## 沿革
- 1874年（明治7年）4月15日 - 公立豊福小学校、公立西下郷小学校、公立竹崎小学校、公立内田小学校を創立する。
- 1878年（明治11年）3月7日 - 公立内田小学校を合併する。
- 1882年（明治15年）11月5日 - 公立竹崎小学校を合併する。
- 1896年（明治29年）6月13日 - 西下郷尋常小学校を合併する。
- 1908年（明治41年）4月1日 - 豊福尋常小学校と改称する。
- 1918年（大正7年）4月1日 - 豊福尋常高等小学校と改称する。
- 1941年（昭和16年） - 豊福国民学校と改称する。
- 1947年（昭和22年） - 豊福村立豊福小学校と改称して、豊福中学校を設置する。
- 1954年（昭和29年） - 町村合併により松橋町立豊福小学校と改称する。
- 2005年（平成17年） - 町村合併により宇城市立豊福小学校と改称する。

## 関係機関
- 宇城市立松橋中学校